# Oravița
 Oravița  (allemand : Orawitz; hongrois : Oravicabánya; tchèque : Oravice; serbo-croate : Oravica) est une ville du județ de Caraș-Severin, Roumanie.

## Démographie
Lors du recensement de 2011, 84,45 % de la population se déclarent roumains et 2,35 % comme roms (2,49 % déclarent une autre appartenance ethnique et 10,69 % ne déclarent pas d'appartenance ethnique).

## Politique
| Parti | Parti                                            | Sièges |
| ----- | ------------------------------------------------ | ------ |
|       | Parti social-démocrate (PSD)                     | 11     |
|       | Parti national libéral (PNL)                     | 4      |
|       | Parti national paysan chrétien-démocrate (PNȚCD) | 2      |